# Popowa kapa
Popowa kapa (bułg. Попова капа) – szczyt pasma górskiego Riła, w Bułgarii, o wysokości 2704 m n.p.m.